# Čoga Zanbil
Čoga Zanbil (perz.: چغازنبيل, Čoḡā Zanbīl ali Chogha Zanbil - „Korpa-humak”; elam. Dur Untaš - „Untašovo mesto”) je starodaven kompleks, ki so ga zgradili Elamiti okoli 1250. pr. n. št., v današnji iranski pokrajini Huzestan. Nahaja se okoli 42 km jugozahodno od Dezfula, 30 km zahodno od Suze in 80 km severno od Ahvaza. V njem se nahaja eden od redkih ohranjenih ziguratov izven Mezopotamije, zaradi česar je bil leta 1979 vpisan na Unescov seznam svetovne dediščine.

## Zgodovina in znamenitosti
Čoga Zanbil je zgradil elamitski kralj Untaš Napiriša (1275.-1240. pr. n. št.) okoli 1250. pr. n. št. v čast boga Inšušinaka, zaščitnika mesta Suze. Najverjetneje ni bil nikoli naseljen, razen svečenikov in njihove služinčadi. Nekateri znanstveniki verjamejo, da je zaradi mnogih verskih zgradb v Čogi Zanbilu dal kralj Untaš narediti novo versko središče, ki bi zamenjalo Suzo in v katerem bi se častili bogovi iz nižinskih in planinskih delov njegovega kraljestva.
Kompleks ščitijo trije koncentrični obroči zidov, ki ustvarjajo področje, ki ga danes imenujemo »mestne četrti«. Notranje področje (temenos) je sveto in središče mesta, ki ga zavzema velik zigurat zgrajen preko starejšega templja s skladiščem, ki ga je tudi dal zgraditi Untaš-Napiriša. Zigurat je najbolje ohranjen in največji od vseh mezopotamskih ziguratov. Danes je visok samo 25 m, ker sta dve zgornji etaži uničeni, s katerima bi imel višino okoli 60 m. Za razliko od mezopotamskih ziguratov, ki so imeli običajno tri odprta stopnišča, je ta imel samo eno nadkrito z oboki tako da se tempelj na vrhu ni mogel videti od spodaj.
Srednje področje vsebuje 11 templjev manjših božanstev, a verjamejo, da jih je bilo planiranih zgraditi 22. Po kraljevi smrti so njegovi nasledniki ta kompleks zapustili. Ovalni zid, ki je obkrožal to področje, je med njim in tretjim, zunanjim področjem omejeval velik prazen prostor.
Zunanje področje je bilo mesto treh kraljevih palač, malega templja z velikim dvoriščem na mestnih vratih, ter pokopališče s petimi podzemnimi kraljevskimi grobnicami. Obkroženo s trapezastim zidom in bi moralo biti zapolnjeno s stanovanjskimi zgradbami, ki niso bile zgrajene, o tem priča tisoče neizkoriščenih opek. Za preskrbo z vodo je bila vnaprej zgrajena cisterna, od katere je do mesta vodilo devet zaprtih kanalov, napajala pa se je z vodo preko 50 km dolgega kanala, ki je tekel proti goram.
Kompleks je naposled uničil asirski kralj Asurbanipal leta 640. pr. n. št..
Arheolog Roman Ghirshman je raziskoval to lokacijo šestkrat med letoma 1951 do 1961.  Takrat je našel veliko število skulptur, glavic živali in amuletov, ter ostanke dveh plošč iz slonove kosti.